# Свердловское (Свердловская область)
Свердло́вское — село в Артинском городском округе Свердловской области.

## География
Село Свердловское расположено на реке Карзе, в 28 километрах от районного центра — посёлка городского типа Арти. Является частью Свердловского сельского совета. Главой села является Курочкин Сергей Григорьевич.

## История
Село основано в 1790 году как деревня Могильникова.
В 1962 году указом Президиума Верховного Совета РСФСР село Могильниково переименовано в Свердловское.
В селе родился Герой Советского Союза Иван Мякишев.

## Население
| 1873 | 2002  | 2010 |
| ---- | ----- | ---- |
| 1049 | ↗1057 | ↘900 |